# Ryota Aoki (1996)
Ryota Aoki (青木 亮太 Aoki Ryōta?, Tokio, 6 de marzo de 1996) es un futbolista japonés que juega como centrocampista en el Hokkaido Consadole Sapporo de la J2 League.

## Trayectoria

### Clubes
| Club                       | País  | Año       |
| -------------------------- | ----- | --------- |
| Nagoya Grampus             | Japón | 2014-2020 |
| J. League sub-22 (cedido)  | Japón | 2014      |
| Omiya Ardija (cedido)      | Japón | 2020      |
| Hokkaido Consadole Sapporo | Japón | 2021-     |